# Badoo
Badoo上是一个以约会为中心的社交网络服务，成立于2006年，总部位于伦敦苏荷区。Badoo向180多个国家服务，在拉丁美洲、西班牙、意大利和法国最为流行，其运营模式为免费增值模式。2014年4月，Badoo被Alexa列为世界上第281大最受欢迎的网站之一。为了获取额外功能，用户可以付费或允许Badoo向用户的朋友发送电子邮件。

## 历史
2006年11月，俄罗斯企业家安德烈·安德烈耶夫创立了Badoo，总部位于英国伦敦。到了2007年，Badoo共募集了3000万美元。
2008年1月，俄罗斯投资者Finam Capital以3000万美元的价格购买了Badoo10％的股权，并希望以此将市场扩张至俄罗斯。截至2009年，Finam Capital控制人Badoo20％的股权。
2011年4月，Badoo受到了Facebook的威胁，如果其Facebook客户端的病毒数量没有减少，Badoo可能被移除。根据Insidefacebook.com的消息，在1月11日当周，Badoo的Facebook客户端增长率名列第17位。2012年3月23日，Badoo官方进军美国市场，尼克·卡农在美国全力介绍其服务。2012年4月，Badoo与Hot or Not达成了一封营销协议以在其公司服务显示其成员。
2016年2月，Badoo收购了一款让女性匿名给男性评价打分的移动应用程序LuLu。

## 特性
Badoo是一个免费增值服务，其基本服务是完全免费的，但也有一些高级功能需付费才可使用。使用者注册后，他们就可以聊天、上传影像。使用者还可以通过“附近会员”在用户所在地或“搜索”在世界上的其他地区发现其他使用者并同他们取得联系。另一个免费的功能是“邂逅游戏”，在游戏中，用户需要点击“是”或“否”以判断照片上的人是否为某用户，如果回答正确，两个用户都会收到通知。如付费，用户就可以使用“上升”。在一定时间内，它会让用户的个人资料在网站上的拥有更高的知名度。Badoo的通信主管乔治·露西表示截止2007年年底，Badoo的2200万用户中20%的用户每月会为此付费至少一次以提高知名度。但是根据经济学人的数据，截止2011年，只有5％的成员会为高级服务付费。
“上升”会让用户在搜索结果中的排行更高，因此可以吸引更多人关注。用户如付费后还可以让他们个人资料中的照片在Badoo更广泛的传播。购买“超级权力”后则可看到更多搜索结果、想同用户见面的人和用户发送的信息被阅读的情况。
Badoo还被列为了最流行的交友网站之一。CNET认为Badoo是一个旨在“为用户介绍附近兴趣相似的人”的网站。

## 批评与争议
2009年，剑桥大学对45个社交网站展开了同行评审。在关于用户隐私的调查中，Badoo的得分最低。
此外，Badoo还会向愿意透露联系人信息的用户提供额外功能。
根据Google透明度报告，为保护用户的被遺忘權，Badoo在Google搜索中被删除的统一资源定位符数量位居第四位。

## 中國大陸封鎖
依據GreatFire測試，其網站在中國大陸被當局的網墻封鎖，即當地網民無法正常訪問該網站，2017年11月或更早起遭受封鎖至今。